# Kári Árnason
En aquest nom islandès, el darrer nom és un patronímic, no pas un cognom. La manera de referir-se a aquesta persona és pel nom de pila.
Kári Árnason (Göteborg, el 13 d'octubre de 1982) és un futbolista islandès que juga amb el Malmö FF a Suècia.